# Heterorachis soaindrana
Heterorachis soaindrana är en fjärilsart som beskrevs av Claude Herbulot 1972. Heterorachis soaindrana ingår i släktet Heterorachis och familjen mätare. Inga underarter finns listade i Catalogue of Life.